# Аросарена, Рэнди
Рэнди Аросарена Гонсалес (исп. Randy Arozarena González, род. 28 февраля 1995, Гавана) — кубинский бейсболист, аутфилдер клуба Главной лиги бейсбола «Тампа-Бэй Рейс». Самый ценный игрок Чемпионской серии Американской лиги 2020 года. Обладатель награды Бейба Рута 2020 года.

## Биография

### Ранние годы
Рэнди Аросарена родился 28 февраля 1995 года в городе Арройос-де-Мантуа на северо-западе Кубы. Его младший брат Райко также профессиональный спортсмен, футболист. Он выступал за юношескую и молодёжную национальные сборные, в 2013 году стал бронзовым призёром чемпионата мира в возрастной категории до 18 лет. На клубном уровне он играл за «Вегуэрос де Пинар-дель-Рио». В сезоне 2014/15, ставшим для него последним на Кубе, Аросарена отбивал с эффективностью 29,1 %. В возрасте 20 лет он совершил побег в Мексику, где играл за несколько команд, в том числе «Торос де Тихуана» из Мексиканской бейсбольной лиги. В интервью газете New York Times Аросарена говорил о своём желании представлять Мексику на международных соревнованиях. В январе 2016 года решением комиссара Главной лиги бейсбола он получил стату свободного агента. В рейтинге лучших молодых кубинских игроков по версии журнала Baseball America он занимал девятое место. В июле 2016 года Аросарена подписал контракт с клубом «Сент-Луис Кардиналс», получив бонус в размере 1,25 млн долларов.

### Профессиональная карьера
В младших лигах Аросарена дебютировал в 2017 году, сыграв за «Палм-Бич Кардиналс» и «Спрингфилд Кардиналс». Этот сезон стал для него первым полноценным за два года с момента побега с Кубы. Большую часть 2018 года он провёл на уровне AAA-лиги в составе «Мемфис Редбердс», за исключением двух недель в «Спрингфилде». Летом Аросарена принял участие в Матче всех звёзд будущего. В чемпионате 2019 года в составе «Мемфиса» он отбивал с показателем 35,8 %. В августе его перевели в основной состав «Кардиналс» и он дебютировал в Главной лиге бейсбола. До конца регулярного чемпионата Аросарена в 20 выходах на биту отбивал с эффективностью 30,0 %. Также он сыграл за «Сент-Луис» в пяти матчах плей-офф. В январе 2020 года «Кардиналс» обменяли его и аутфилдера Хосе Мартинеса в «Тампу» на питчера Мэттью Либераторе и кэтчера Эдгардо Родригеса. Клубы также обменялись выборами на драфте.

#### Тампа-Бэй Рейс
Летом 2020 года из-за положительного результата теста на COVID-19 Аросарена был вынужден полностью пропустить тренировочные сборы команды. Он готовился к чемпионату самостоятельно на тренировочной базе в городе Порт-Шарлотт. В основном составе «Рейс» Аросарена дебютировал 30 августа. До конца регулярного чемпионата он сыграл 23 матча, отбивая с показателем 28,1 %. В октябре журнал Baseball America назвал его лучшим новичком в составе «Рейс». В плей-офф он стал одним из лидеров команды, в первых пяти матчах выбив 12 хитов. Аросарена был назван самым ценным игроком Чемпионской серии Американской лиги, в которой «Рейс» обыграли «Хьюстон Астрос» в семи матчах. В этой серии его показатель отбивания составил 32,1 %. Он стал первым новичком среди полевых игроков, получивших приз самому ценному игроку серии плей-офф. Ранее этого добивались только питчеры. Всего в двадцати сыгранных матчах Аросарена выбил 10 хоум-ранов, 29 хитов и набрал 14 RBI. Он побил клубный рекорд по количеству хоум-ранов в одном розыгрыше плей-офф, принадлежавший Эвану Лонгории. В ноябре Аросарена был назван обладателем награды Бейба Рута, вручаемой игроку, наиболее ярко проявившему себя в плей-офф. Он набрал 64,3 % голосов, опередив питчера Клейтона Кершоу и шортстопа Кори Сигера.